# Nozières (Ardèche)
Pour les articles homonymes, voir Nozières.
Ne doit pas être confondu avec Boucoiran-et-Nozières.
Nozières est une commune française, située dans le département de l'Ardèche en région Auvergne-Rhône-Alpes.
Le village est notamment connu pour être traversé chaque année en juin par la course cycliste l'Ardéchoise et organisait également annuellement la Fête de la framboise. Les habitants sont appelés les Noziérois et les Noziéroises.

## Géographie

### Situation et description
Nozières est une petite commune à l'aspect essentiellement rural de la communauté de communes du Pays de Lamastre. Elle est située dans la partie septentrionale du département de l'Ardèche, dans l'arrondissement de Tournon-sur-Rhône.

### Climat
Pour des articles plus généraux, voir Climat d'Auvergne-Rhône-Alpes et Climat de l'Ardèche.
En 2010, le climat de la commune est de type climat de montagne, selon une étude du CNRS s'appuyant sur une série de données couvrant la période 1971-2000. En 2020, Météo-France publie une typologie des climats de la France métropolitaine dans laquelle la commune est exposée à un climat de montagne ou de marges de montagne et est dans la région climatique Sud-est du Massif Central, caractérisée par une pluviométrie annuelle de 1 000 à 1 500 mm, minimale en été, maximale en automne.
Pour la période 1971-2000, la température annuelle moyenne est de 9 °C, avec une amplitude thermique annuelle de 16,4 °C. Le cumul annuel moyen de précipitations est de 1 111 mm, avec 9,2 jours de précipitations en janvier et 6,1 jours en juillet. Pour la période 1991-2020, la température moyenne annuelle observée sur la station météorologique de Météo-France la plus proche, sur la commune de Lalouvesc à 10 km à vol d'oiseau, est de 8,3 °C et le cumul annuel moyen de précipitations est de 1 064,8 mm,. Pour l'avenir, les paramètres climatiques de la commune estimés pour 2050 selon différents scénarios d'émission de gaz à effet de serre sont consultables sur un site dédié publié par Météo-France en novembre 2022.

### Hydrographie
Le territoire communal abrite les sources de la Daronne, un affluent du Doux.

### Voies de communication et transports
Le territoire communal est traversé par la route départementale 236 (RD 236).

## Urbanisme

### Typologie
Au 1er janvier 2024, Nozières est catégorisée commune rurale à habitat très dispersé, selon la nouvelle grille communale de densité à 7 niveaux définie par l'Insee en 2022.
Elle est située hors unité urbaine et hors attraction des villes,.

### Occupation des sols
L'occupation des sols de la commune, telle qu'elle ressort de la base de données européenne d’occupation biophysique des sols Corine Land Cover (CLC), est marquée par l'importance des forêts et milieux semi-naturels (57 % en 2018), en diminution par rapport à 1990 (60,2 %). La répartition détaillée en 2018 est la suivante : forêts (57 %), prairies (27,3 %), zones agricoles hétérogènes (15,7 %).
L'évolution de l’occupation des sols de la commune et de ses infrastructures peut être observée sur les différentes représentations cartographiques du territoire : la carte de Cassini (XVIIIe siècle), la carte d'état-major (1820-1866) et les cartes ou photos aériennes de l'IGN pour la période actuelle (1950 à aujourd'hui).

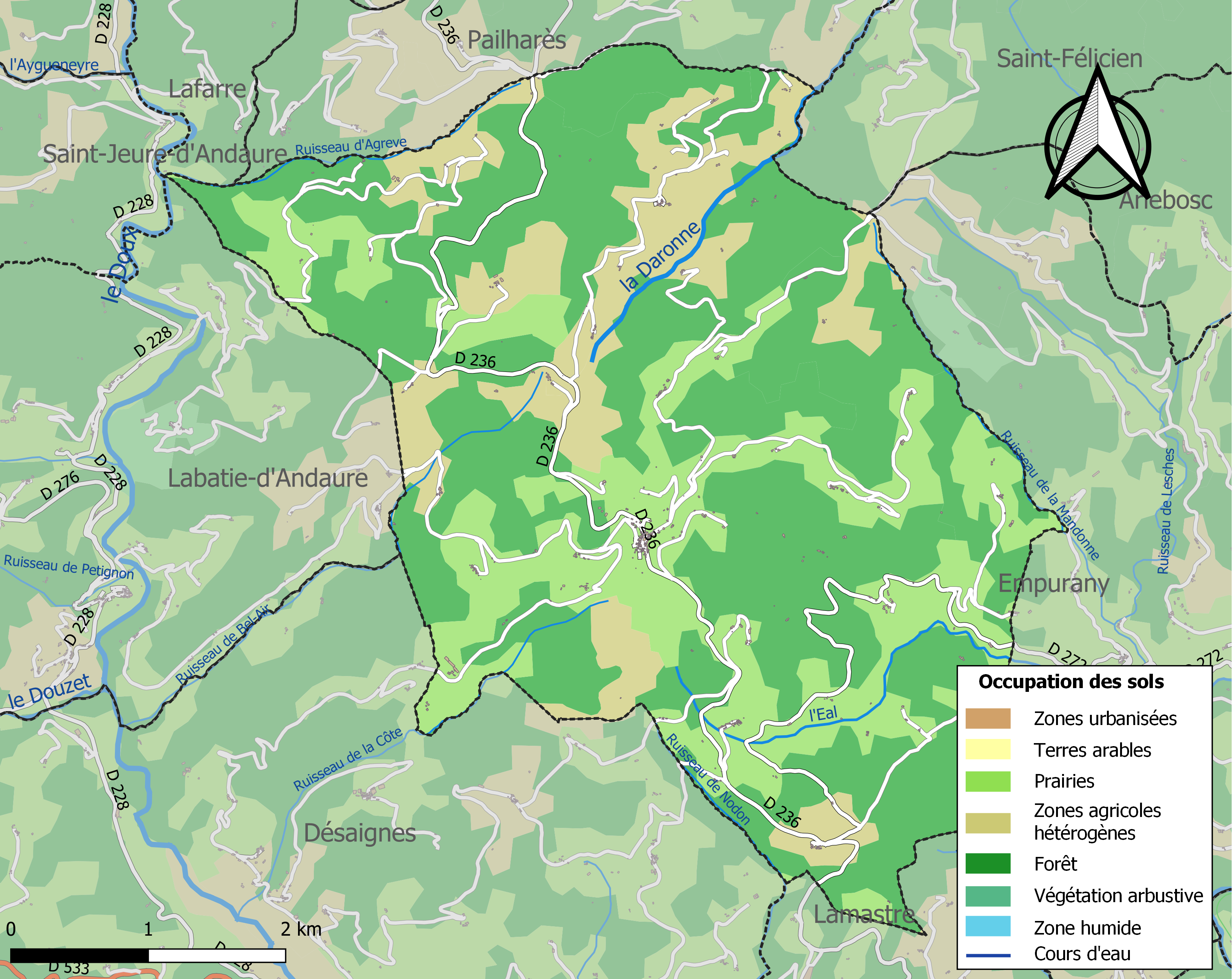
Carte des infrastructures et de l'occupation des sols de la commune en 2018 (CLC).

### Risques naturels et technologiques

#### Risques sismiques
L'ensemble du territoire de la commune de Nozières est situé en zone de sismicité no 2 (sur une échelle de 5), comme la plupart des communes situées sur le plateau et la montagne ardéchoise.
| Type de zone | Niveau           | Définitions (bâtiment à risque normal) |
| ------------ | ---------------- | -------------------------------------- |
| Zone 2       | Sismicité faible | accélération = 1,1 m/s2                |

## Politique et administration

### Liste des maires
| Période                                  | Période                   | Identité          | Étiquette | Qualité     |
| ---------------------------------------- | ------------------------- | ----------------- | --------- | ----------- |
| Les données manquantes sont à compléter. |                           |                   |           |             |
| mars 2001                                | 2014                      | Henri Desbos      |           |             |
| 2014                                     | En cours (au 6 août 2020) | Bernadette Coste, | SE        | Commerçante |

## Population et société

### Démographie
L'évolution du nombre d'habitants est connue à travers les recensements de la population effectués dans la commune depuis 1793. Pour les communes de moins de 10 000 habitants, une enquête de recensement portant sur toute la population est réalisée tous les cinq ans, les populations de référence des années intermédiaires étant quant à elles estimées par interpolation ou extrapolation. Pour la commune, le premier recensement exhaustif entrant dans le cadre du nouveau dispositif a été réalisé en 2005.

En 2022, la commune comptait 240 habitants, en évolution de −6,98 % par rapport à 2016 (Ardèche : +2,48 %, France hors Mayotte : +2,11 %).
| 1793  | 1800 | 1806 | 1821  | 1831  | 1836 | 1841  | 1846  | 1851  |
| ----- | ---- | ---- | ----- | ----- | ---- | ----- | ----- | ----- |
| 1 040 | 732  | 822  | 1 194 | 1 279 | 772  | 1 379 | 1 372 | 1 359 |

| 1856  | 1861  | 1866  | 1872  | 1876  | 1881  | 1886  | 1891  | 1896  |
| ----- | ----- | ----- | ----- | ----- | ----- | ----- | ----- | ----- |
| 1 302 | 1 361 | 1 447 | 1 432 | 1 470 | 1 532 | 1 469 | 1 391 | 1 405 |

| 1901  | 1906  | 1911  | 1921  | 1926 | 1931 | 1936 | 1946 | 1954 |
| ----- | ----- | ----- | ----- | ---- | ---- | ---- | ---- | ---- |
| 1 309 | 1 340 | 1 286 | 1 043 | 951  | 887  | 860  | 900  | 750  |

| 1962 | 1968 | 1975 | 1982 | 1990 | 1999 | 2005 | 2006 | 2010 |
| ---- | ---- | ---- | ---- | ---- | ---- | ---- | ---- | ---- |
| 598  | 492  | 413  | 349  | 300  | 258  | 243  | 248  | 271  |

| 2015 | 2020 | 2022 | - | - | - | - | - | - |
| ---- | ---- | ---- | - | - | - | - | - | - |
| 258  | 244  | 240  | - | - | - | - | - | - |

### Enseignement
La commune est rattachée à l'académie de Grenoble.

### Médias
La commune est située dans la zone de distribution de deux organes de la presse écrite :
- L'Hebdo de l'Ardèche : journal hebdomadaire français basé à Valence et diffusé à Privas depuis 1999, il couvre l'actualité de tout le département de l'Ardèche ;
- Le Dauphiné libéré : journal quotidien de la presse écrite française régionale distribué dans la plupart des départements de l'ancienne région Rhône-Alpes, notamment l'Ardèche. La commune est située dans la zone d'édition d'Annonay Nord-Ardèche.

### Cultes
La communauté catholique et l'église de Boffres (propriété de la commune) dépendent de la paroisse Saint Basile entre Doux et Dunière qui comprend plusieurs autres communes. Cette paroisse est elle-même rattachée au diocèse de Viviers.

## Culture et patrimoine

### Lieux et monuments
- Le château de Rochebloine.
- Église Saint-Pierre de Nozières.

Vues sur le village
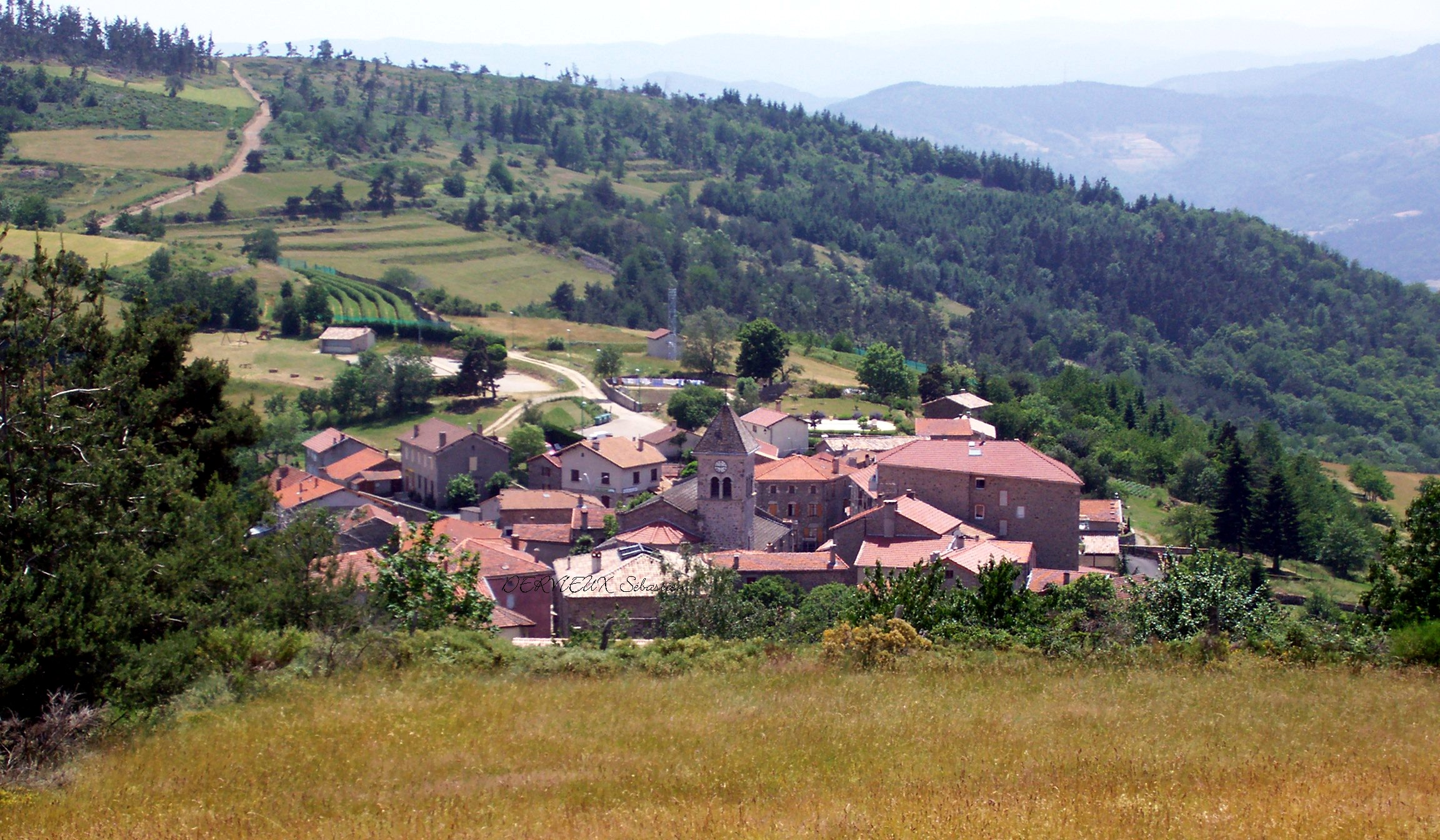
Le village de Nozières
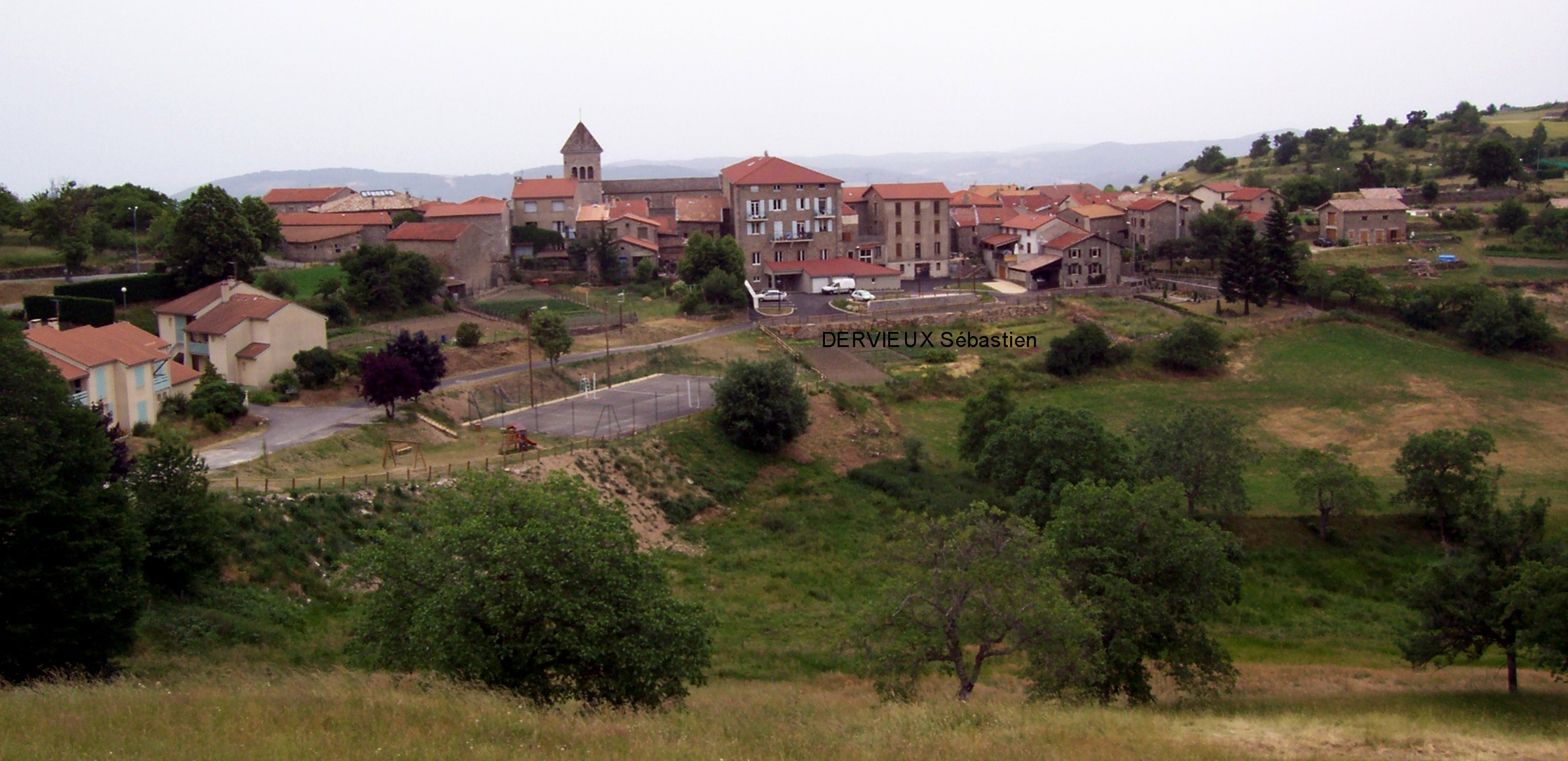
Le village de Nozières

### Héraldique
|  | Nozières (Ardèche) possède des armoiries dont l'origine et le blasonnement exact ne sont pas disponibles. |